# Iride Motta
Iride Motta (Milano, 8 ottobre 1904 – 6 dicembre 1987) è stato un calciatore italiano, di ruolo difensore.

## Carriera
Giocò in Divisione Nazionale con l'Internazionale; successivamente passò alla Comense e quindi alla Canottieri Lecco, fino al 1931.
I suoi resti sono al cimitero maggiore di Milano.